# Ekwendeni
Ekwendeni è un centro abitato del Malawi, situato nella Regione Settentrionale.